# Килмарнок (Виргиния)
Килмарнок (англ. Kilmarnock) — город в округе Ланкастер  в штате Виргиния Соединённых Штатов Америки. По данным переписи 2020 года, численность населения составляла 1445 человек.

## Население
| 2000 | 2010  | 2020  |
| ---- | ----- | ----- |
| 1244 | ↗1487 | ↘1445 |